# Daniel Chopra
Daniel Chopra, född 23 december 1973 i Stockholm, är en svensk golfspelare.
Chopra är son till en svensk mor och indisk far och som sjuåring reste han till Indien växte upp hos sina indiska släktingar. Han talar därför hindi flytande.
Som junior vann han All India Junior Championship tre gånger, Doug Sanders World Junior en gång och U.K. Golf Foundation Championship en gång. Han blev professionell på PGA European Tour 1992 och på den amerikanska PGA-touren 1994.
2007 tog han sin dittills största seger när han vann Ginn sur Mer Classic på PGA-Touren. Bara drygt två månader senare tog han dock en ännu större titel när han i januari 2008 vann sin andra PGA-tour-seger, Mercedes-Benz Championship, efter särspel mot Steve Stricker.

## Professionella segrar
- 1993 Johor Bahru Open, Swedish International Championship
- 1994 Classic Indian Masters, Jamtland Open, Challenge Chargeurs, Indian PGA Championship, Malaysian PGA Championship
- 1995 Taiwan Open
- 2001 Taiwan Masters
- 2004 First Tee Arkansas Classic, Henrico County Open
- 2007 Ginn sur Mer Classic
- 2008 Mercedes-Benz Championship
- 2011 TPC Stonebrae Championship